# Vita sancti Adalberti episcopi Pragensis

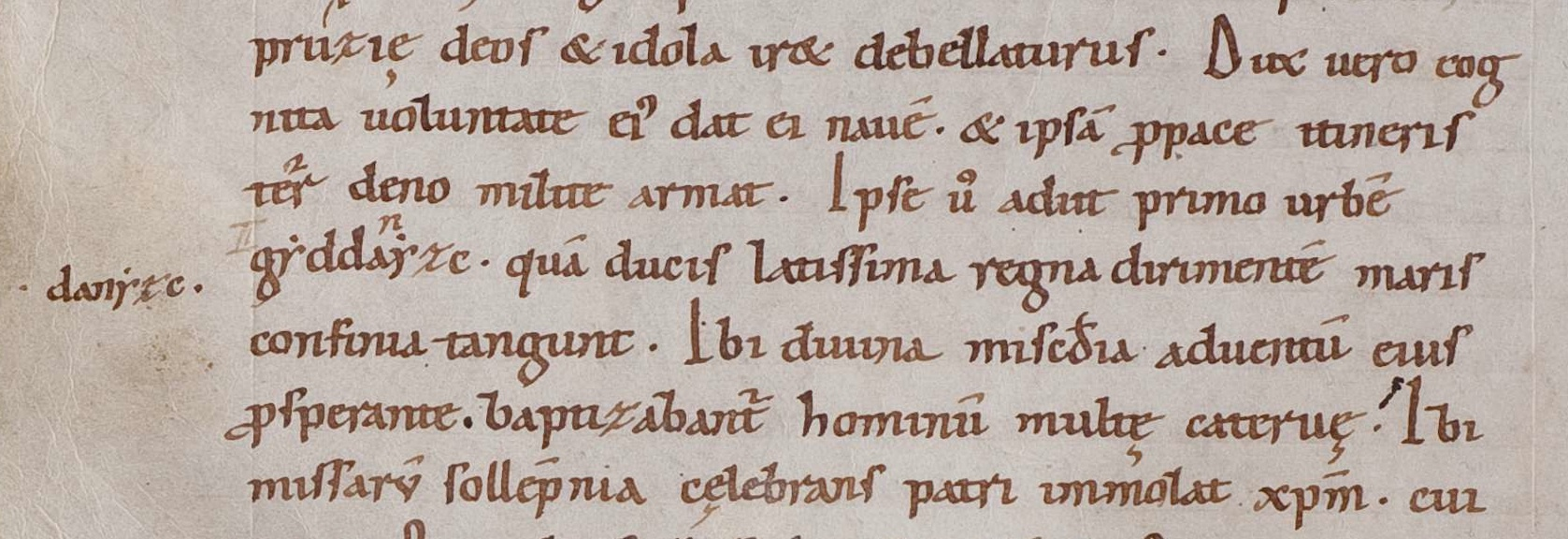
Ausschnitt aus Blatt 69v des Cod. Guelf. 553 Helmst.

Die Vita sancti Adalberti episcopi Pragensis oder Sancti Adalberti Pragensis episcopi et martyris vita prior und kurz Vita prior (deutsch Leben des hl. Adalbert, Bischof von Prag, polnisch Żywot pierwszy świętego Wojciecha) ist eine in mittellateinischer Sprache verfasste hagiografische Schrift über das Leben (Vita), die Mission und den Märtyrertod des Adalbert von Prag. Das Incipit lautet Est locus in partibus Germanie.

## Autorschaft
Der Verfasser der Vita ist nicht gesichert. Seit Georg Heinrich Pertz wird die Autorschaft dem im Kloster Santi Bonifacio e Alessio in Rom lebenden Benediktinermönch Johannes Canaparius zugeschrieben. Dort habe er den Bericht von Adalberts Stiefbruder Gaudentius von Gnesen sowie Erzählungen anderer ansässiger Mönche als Quelle genutzt. Johannes Fried hat die Verfasserschaft des Canaparius bestritten und stattdessen Bischof Notger von Lüttich als Autor ins Spiel gebracht.

## Überlieferung
Die Originalhandschrift entstand wahrscheinlich zwischen 997 und 999 und ist nicht überliefert. Jedoch sind bisher 29 Handschriften bekannt, die den gesamten Text enthalten, sowie 8 Handschriften, die den Text teilweise überliefern. Die ältesten Handschriften stammen aus dem frühen 12. Jahrhundert. Die Unterschiede im Wortlaut dieser Handschriften sind so groß, dass man von drei unterschiedlichen Redaktionen ausgehen kann.
Auf die erste und zugleich längste Redaktion (Redactio imperialis vel Ottoniana) gehen die meisten Handschriften zurück. Zu dieser Gruppe gehören Manuskripte, die nördlich der Alpen aufbewahrt werden, nämlich in Belgien, den Niederlanden, Deutschland, Österreich, Tschechien und Polen. Die zweite Redaktion (Redactio Aventinensis altera) liegt Handschriften aus Mittel- und Norditalien sowie einer aus Österreich zu Grunde. Der dritten und kürzesten Redaktion (Redactio Cassinensis) werden Handschriften aus Süditalien zugeordnet.
1328 übersetzte Nikolaus von Jeroschin die Vita „Sent Adalbrechtes Leben“ des Johannes Canaparius in deutsche Verse.

## Inhalt
Die Vita umfasst 30 Kapitel. Die Kapitel 1 bis 6 beschreiben das Herkunftsland, die Eltern und die Kindheit von Adalbert. Die Kapitel 7 bis 26 thematisieren Adalberts Berufung zum Bischof, seine Bischofstätigkeit, die zweifache Vertreibung aus Prag sowie den Eintritt in den Benediktinerorden in Rom. Die abschließenden Kapitel 27 bis 30 umfassen den Aufenthalt in Polen, die Missionsvorbereitungen und die Mission samt Märtyrertod durch die Prußen.
Eine wichtige Rolle spielen die im Werk verstreuten Wunder sowie die von Gott gesandten prophetischen Träume.

## Stil
Das Werk ist in rhythmisierter Kunstprosa verfasst, die sich durch eine Vielzahl an Stilfiguren auszeichnet, insbesondere durch Metaphern.
Der Text zeugt zudem neben einer guten Kenntnis der Bibel von einer Vertrautheit mit den Werken von Gregor dem Großen sowie vielleicht mit denen von Augustinus von Hippo, Prudentius und anderen zeitgenössischen hagiografischen Schriften.

## Rezeption
Diese Vita in der Redactio Aventinensis altera war die Hauptquelle für die Vita von Bruno von Querfurt. Zudem nutzte Leo Marsicanus die Vita für sein Chronicon monasterii Casinensis. Auch Cosmas von Prag kannte diese Vita.

## Ausgaben
- Georg Heinrich Pertz u. a. (Hrsg.): Scriptores (in Folio) 4: Annales, chronica et historiae aevi Carolini et Saxonici. Hannover 1841, S. 581–595 (Monumenta Germaniae Historica, Digitalisat)
- Jadwiga Karwasińska (Hrsg.): S. Adalberti Pragensis episcopi et martyris vita prior (= Monumenta Poloniae Historica. Nova Series. Band IV. Fasc. 1). Państwowe Wydawnictwo Naukowe, Warschau 1962.
- Jürgen Hoffmann: Vita Adalberti. Früheste Textüberlieferungen der Lebensgeschichte Adalberts von Prag (= Europäische Schriften der Adalbert-Stiftung-Krefeld. Band 2). Klartext, Essen 2005, ISBN 3-89861-387-9.